# Ecquedecques
Ecquedecques är en kommun i departementet Pas-de-Calais i regionen Hauts-de-France i norra Frankrike. Kommunen ligger i kantonen Auchel som tillhör arrondissementet Béthune. År 2022 hade Ecquedecques 510 invånare.

## Befolkningsutveckling
Antalet invånare i kommunen Ecquedecques
| Referens: INSEE |